# De verborgen vesting (film)
De verborgen vesting (Japans: 隠し砦の三悪人, Kakushi toride no san akunin) is een Japanse film uit 1958 van regisseur Akira Kurosawa met Toshirō Mifune in de rol van generaal Rokurota Makabe. Dit was de laatste film die Kurosawa maakte voor filmstudio Toho.

## Verhaal
Het verhaal begint met twee ongelukkige boeren die samen aan het eind van een veldslag weten te ontsnappen. Terwijl ze weer terug naar huis proberen te komen ontmoeten ze generaal Rokurota Makabe en reizen met hem mee. De generaal probeert de prinses van een verslagen koninklijke familie en het restant van hun vermogen ongezien in veilig gebied te krijgen. De boeren brengen de missie van de generaal in grote problemen omdat ze soms met het goud ervandoor proberen te gaan. Ze worden later vergezeld door een boerendochter die ze in een herberg verkrijgen van een slavenhandelaar. Het vijftal maakt een zware en gevaarlijke tocht door vijandelijk gebied terwijl ze de goudschat vervoeren waar de generaal en de prinses weer een militaire macht mee hopen op te bouwen om haar rijk terug te veroveren.

## Rolverdeling
| Acteur            | Personage                  |
| ----------------- | -------------------------- |
| Toshiro Mifune    | generaal Rokurota Makabe   |
| Misa Uehara       | prinses Yuki Akizuki       |
| Minoru Chiaki     | Tahei                      |
| Kamatari Fujiwara | Matashichi                 |
| Takashi Shimura   | generaal Izumi Nagakura    |
| Susumu Fujita     | generaal Hyoe Tadokoro     |
| Toshiko Higuchi   | vrijgekochte boerendochter |

## Trivia
George Lucas baseerde zijn Star Wars Episode 1 The Phantom Menace op deze film. Tevens gebruikte hij dezelfde opening voor A New Hope waarin het verhaal wordt verteld vanuit het perspectief van C-3PO en R2-D2, hier Tahei en Matashichi. 